# 片山立規
片山 立規（かたやま たつき、1973年1月26日 - ）は、北海道釧路市出身の元アイスホッケー選手である。ポジションはDF。レフトハンド。

## 来歴
釧路江南高からカナダのフォートサスカチュアン・トレーダースを経てコクドに入社。
ジュニア世代から日本代表に選ばれ、8度の世界選手権や長野オリンピックにも出場。コクドでもタイトル獲得に貢献。
引退後は日本大学のコーチを務める。
2005年、クラブチームの横浜ゴールデングリフィンズの旗揚げに参加。
2008年、SEIBUプリンス ラビッツのコーチに就任。